# فلافيو بيك جونيور
فلافيو بيك جونيور هو لاعب كرة قدم برازيلي في مركز الوسط، ولد في 14 مارس 1987 في Augusto Pestana ‏ في البرازيل. لعب مع إنيرجي كوتبوس وبودوتشنوست بودغوريتسا ونادي برق شيراز ونادي شيروكي برييغ ونادي فلامورتاري فلوره ونادي كشله ونادي لوفتشين ونادي ماريبور.

## وصلات خارجية
- فلافيو بيك جونيور على موقع قاعدة بيانات كرة القدم.إي يو (الإنجليزية)
- فلافيو بيك جونيور على موقع Soccerway.com (الإنجليزية)